# Pirascca interrupta
Pirascca interrupta is een vlindersoort uit de familie van de prachtvlinders (Riodinidae), onderfamilie Riodininae.
Pirascca interrupta werd in 1932 beschreven door Lathy.